# Су-Фолс Скайфорс
Су-Фолс Скайфорс (англ. Sioux Falls Skyforce) — американский профессиональный баскетбольный клуб, выступающий в Восточной конференции Центральном дивизионе Лиги развития НБА. Является фарм-клубом команды Национальной баскетбольной ассоциации «Майами Хит».

## История франшизы

### Континентальная баскетбольная ассоциация
Клуб был образован в 1989 году в городе Су-Фолс, Южная Дакота, для участия в чемпионате CBA. Свои игры проводили в Sioux Falls Arena. Су-Фолс дважды выигрывал чемпионат CBA (1996, 2005). «Су-Фолс Скайфорс» трижды, в 1996, 2000, 2003, принимали у себя матч всех звезд CBA.
В сезоне 2001—2002 чемпионат CBA не был доигран до конца, из-за банкротства лиги. «Су-Фолс Скайфорс» приняли решение выступать в Международной баскетбольной лиге. Однако уже в следующем сезоне проблемы у СВА были решены, и «Су-Фолс Скайфорс» вернулся в лигу.

### Лига развития НБА
В 2006 году «Скайфорс» присоединился к Д-Лиге. В первые два сезона они непременно попадали в плей-офф чемпионата. Следующий раз они попали в плей-офф в сезоне 2009—2010, где проиграли в первом раунде команде «Талса Сиксти Сиксерс». В 2013 году они переехали на новую арену, в Sanford Pentagon. В 2014 году они сыграли несколько лучше победив в первом раунде команду «Кантон Чардж» и уступив в полуфинале будущему чемпиону лиги «Форт-Уэйн Мэд Энтс».

## Статистика сезонов
| Су-Фолс Скайфорс |             |     |    |    |      | |
| 2006-07          | Восточный   | 2-е | 30 | 20 | 60,0 | Выигрыш дивизионного полуфинала (Форт-Уэрт Флайерз) 128—105 Проигрыш дивизионного финала (Дакота Уизардс) 115—113 |
| 2007-08          | Центральный | 2-е | 28 | 22 | 56,0 | Выигрыш первого раунда (Дакота Уизардс) 101-89 Проигрыш полуфинала (Остин Торос) 99-93                            |
| 2008-09          | Центральный | 4-е | 25 | 25 | 50,0 | |
| 2009-10          | Восточный   | 2-е | 32 | 18 | 64,0 | Проигрыш первого раунда (Талса Сиксти Сиксерс) 2-1                                                                |
| 2010-11          | Восточный   | 7-е | 10 | 40 | 20,0 | |
| 2011-12          | Восточный   | 7-е | 15 | 35 | 29,2 | |
| 2012-13          | Центральный | 4-е | 25 | 25 | 50,0 | |
| 2013-14          | Центральный | 2-е | 31 | 19 | 62,0 | Выигрыш первого раунда (Кантон Чардж) 2-1 Проигрыш полуфинала (Форт-Уэйн Мэд Энтс) 2-0                            |

## Связь с клубами НБА

### Является фарм-клубом
- Майами Хит (2009—н. в.)

### В прошлом был фарм-клубом
- Шарлотт Бобкэтс (2007—2009)
- Детройт Пистонс (2006—2007)
- Филадельфия Севенти Сиксерс (2012—2013)
- Миннесота Тимбервулвз (2006—2013)
- Орландо Мэджик (2011—2013)